# Casa del Deporte
La Casa del Deporte es un edificio patrimonial de la ciudad de Concepción, Chile, perteneciente a la Universidad de Concepción y ubicado en su campus central. Desde su inauguración junto con el Campanil a principios de 1944, ha estado destinado para la práctica del deporte, especialmente del básquetbol, siendo la sede del Club Deportivo Universidad de Concepción.
En el primer piso además cuenta con un casino de alimentos, mientras que en su segundo nivel además se realizan actividades extraprogramáticas.

## Historia

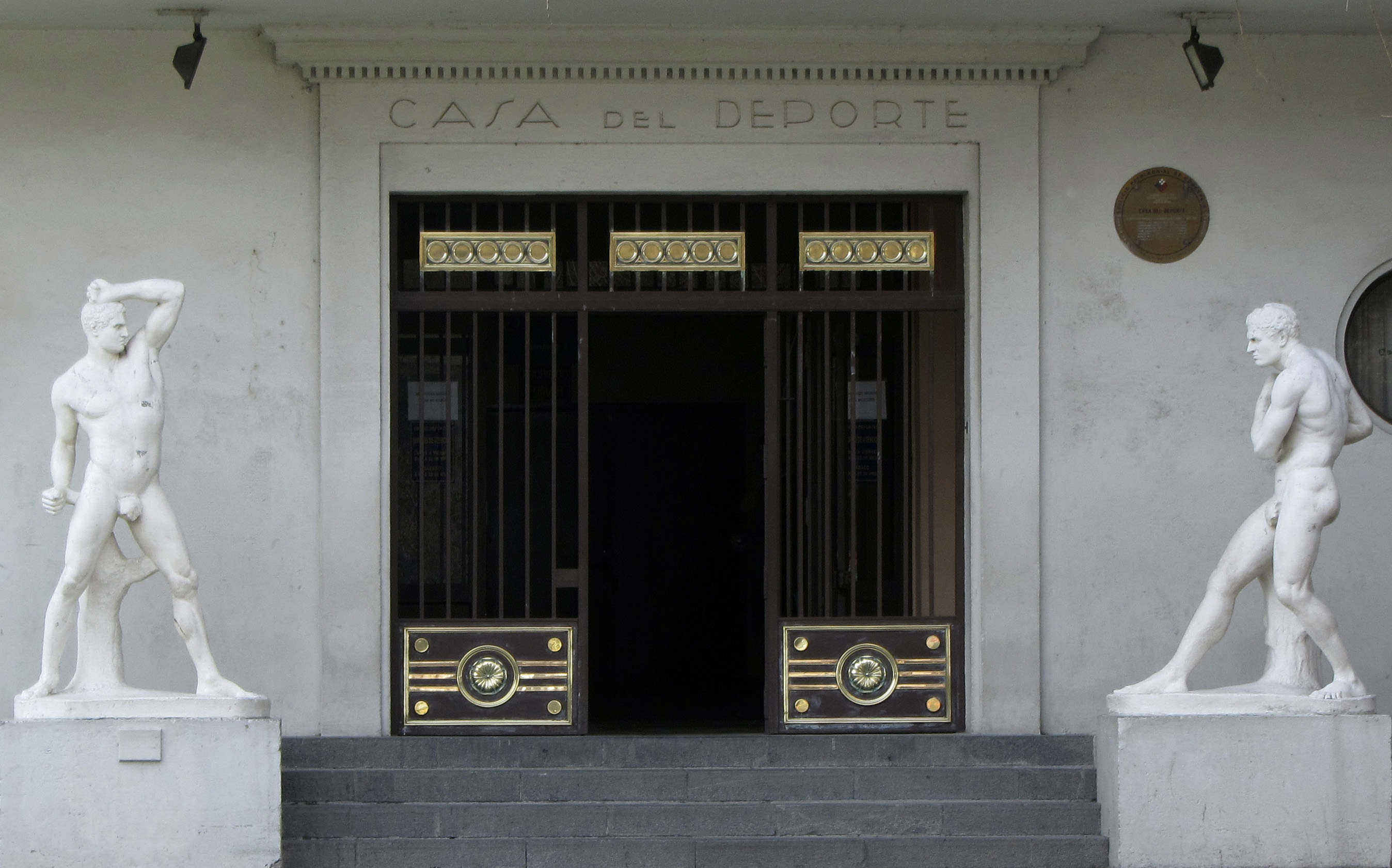
En la placa de la escultura izquierda se puede leer «Los Luchadores. Greugante y Damouceno. Anónimo.».

En 1931, la Universidad de Concepción pidió al urbanista austriaco Karl Brunner una planificación para el desarrollo del campus central de la Universidad, idea iniciada por Enrique Molina Garmendia. El proyecto de Brunner contempló trabajos que deberían extenderse hasta al menos 1956. La Casa del Deporte se inauguró en 1944, junto con el Campanil, siendo construida por el arquitecto Enrique San Martín Sepúlveda, tal y como aparece reseñado en la placa de la entrada.
Más tarde, el arquitecto Emilio Duhart proseguiría la tarea de Brunner, estableciendo un nuevo plan urbanístico desde 1957. En el lugar donde se encuentra la Casa del Deporte, Duhart tenía contemplada la construcción de un foro techado, que finalmente no llegó a realizarse.
Su ubicación un poco diagonal al resto de edificaciones vecinas se debe a que por fuera de ella pasaba la antigua extensión de la Calle Víctor Lamas en su conexión con la calle Roosevelt; actualmente frente a la Casa del Deporte pasa una calle llamada Avenida Augusto Rivera Parga, que constituye uno de los principales accesos vehiculares al campus.

## Arquitectura

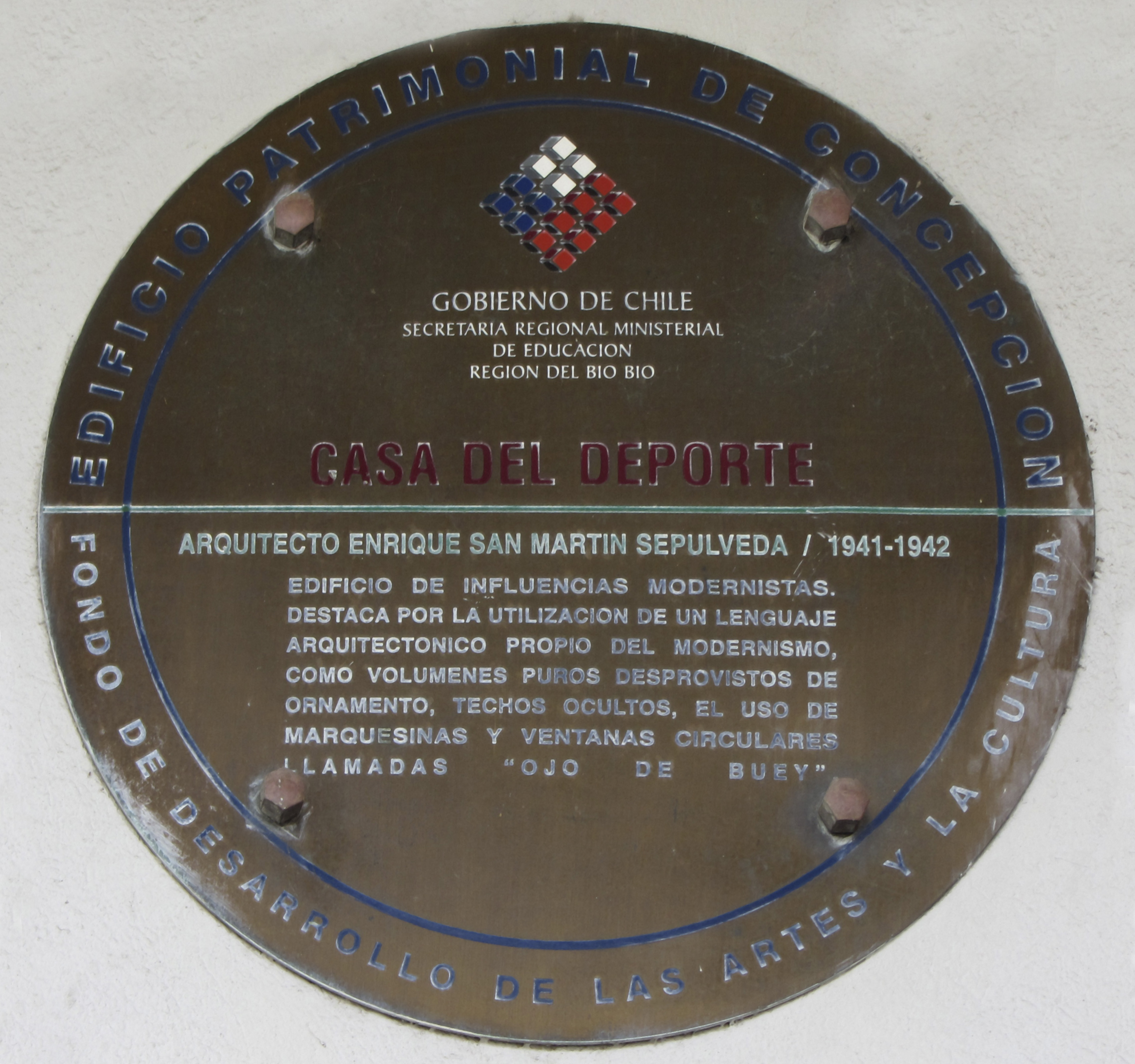
Placa conmemorativa en la entrada.

El edificio de la Casa del Deporte fue construido por el arquitecto Enrique San Martín Sepúlveda, realizándose la mayoría de las obras entre 1941 y 1942. De influencias modernistas, sus muros son lisos y blancos desprovistos de ornamentos. El techo de la construcción no es visible desde abajo, y se destaca la marquesina de la entrada, como protector de lluvia, así como las ventanas circulares tipo ojo de buey, únicas curvas de una estructura donde destacan los volúmenes sólidos y los ángulos rectos. Esta información puede leerse en una placa colocada en la entrada del edificio por el Fondo Nacional de Desarrollo Cultural y las Artes y que lo destaca como edificio patrimonial de Concepción.

## Instalaciones
Dentro de sus dependencias existen dos gimnasios llamados Gimnasio A y Gimnasio B, una cancha de tenis, una sala de bicicletas y una sala multiuso.